# セントラルファイナンス
株式会社セントラルファイナンス (英語: Central Finance Co., Ltd.) は、かつて存在した日本の信販会社である。信販業界大手6社の一角を成した。

## 概要
2009年4月1日に、株式会社オーエムシーカード、株式会社クオークの2社と合併して、株式会社セディナとなった（株式会社セディナは2020年7月1日にSMBCファイナンスサービス株式会社(初代)と合併し、SMBCファイナンスサービス株式会社(2代目)に社名変更）。セントラルファイナンスの本社所在地（愛知県名古屋市中区）は、セディナの本店所在地となっている。
前身は日本信用販売株式会社（後の日本信販、現在の三菱UFJニコス）名古屋支店。既存業務に加え名古屋イージーペイメント販売店協同組合の業務を継承し、中部日本信販株式会社として発足。
長らく旧東海銀行系の信販会社であり、また、発行していたクレジットカードの内、VISAについては同じく東海銀行系のミリオンカードサービス（後のUFJカード、現在の三菱UFJニコス）との加盟店開放契約に基づき発行される等、三菱UFJフィナンシャル・グループ（MUFG）の発足以降も親密関係は続いた。
2007年には青森県での営業拠点であった持分法適用関連会社のセントラルファイナンス青森から信販事業部門を譲り受けて事業統合。また同年には、MUFGを離脱し第三者割当増資により三井住友フィナンシャルグループ （SMFG）および三井物産資本下の総合信販として再出発する方針を公表。株式移転等を経て、2009年4月1日に株式会社クオークと共に株式会社オーエムシーカード（後のSMBCファイナンスサービス株式会社）へ吸収合併され解散した。

## 沿革
- 1949年9月 - 設立。
- 1960年1月 - 名古屋イージーペイメント販売店協同組合と日本信販名古屋支店のクレジットクーポン業務を受け継ぎ、中部日本信販株式会社（本社：名古屋市中区大須3-36-44）設立。
- 1971年5月 - 中部日本信販株式会社が商号を中日信販株式会社に変更。
- 1972年11月 - 中日信販株式会社が本社を名古屋市中区上前津2-1-30に移転。
- 1977年3月 - 中日信販株式会社を吸収合併し、商号を株式会社セントラルファイナンスに変更。
- 1979年11月 - 名古屋証券取引所2部に株式を上場。
- 1980年
  - 3月 - 本社を名古屋市中区錦3-20-27に移転。
  - 10月 - 東京証券取引所2部に株式を上場。
- 1982年
  - 2月 - CF・マスターカード発行。
  - 7月 - 株式会社セントラルファイナンス西日本（現在のJA三井リース九州株式会社）を設立[4]。
  - 9月 - 東証および名証1部に指定替え。
- 1989年 - CF・VISAカード発行。
- 1991年 - CF・JCBカード発行。
- 1992年12月 - JTBカード業務承継。
- 1999年 - トキの保護を支援する「トキカード」を発行。
- 2000年 - 設立40周年を機に、CFプロパーカードのデザインを一新するとともに業界では初めてカード素材に非ポリ塩化ビニル素材を採用した。
- 2002年 - CFネットキャッシング開始。スズキ株式会社と提携し、「スズキカード」を発行。
- 2003年 - 「JTBローンキャッシュ」募集開始。
- 2004年 - 東海旅客鉄道と提携し、発行しているJR東海エクスプレス・カードに 国際ブランドを付帯した「VISA・MasterCard・JCBカード」を発行。名古屋鉄道と提携し「CFメディアカード」を発行。
  - 郵貯カード申込書紛失事件が発生。
- 2005年 - 中部電力と業務提携しオール電化機器の購入を伴う住宅リフォームに対象した「電化リフォームローン」の取り扱いを開始。「プライバシーマーク」の認定取得。
- 2006年 - CFカードポイントプログラムをリニューアル。「公金クレジット決済協議会」設立の準備委員会に参加。
- 2007年
  - 4月1日 - セントラルファイナンス青森より信用販売事業を譲り受ける。
  - 4月27日 - 三井住友フィナンシャルグループ及び三井物産を引受先とする第三者割当増資を行う。また、三井住友カードとの業務提携・クオークとの経営統合への協議も行う。 (PDF) 
  - 6月7日 - 転換社債の行使により三井住友銀行と三井住友フィナンシャルグループの2社が並んで筆頭株主となり、名実共にSMFG入りする。
  - 7月2日 - クオークの行った第三者割当増資を75億円にて全額引き受け、同社は当社の持分法適用関連会社となる。
- 2008年
  - 7月17日 - 三井住友カードとの協力によるCFカードiDの発行を開始（発行開始日は同年7月22日）。
  - 10月1日 - 三井住友フィナンシャルグループ傘下のクレジット事業の統合のため、三井住友カード、オーエムシーカード、クオークとの間で中間持株会社「SMFGカード&クレジット」を設立し、SMFGおよび三井住友銀行保有の各社株式を中間持株会社へ移転する。
- 2009年4月1日 - 株式会社オーエムシーカード（後のSMBCファイナンスサービス株式会社）に吸収合併。

## クレジットカード

### プロパーカード
クレジットカードブランドはCF Card（しーえふ かーど＝2009年度のセディナ発足後はCedyna CF Card＝せでぃな しーえふ かーど）であり、2006年9月現在、有効会員数（ローンカードを除く）は約857万人である。国際ブランドとしてVISA・MasterCard（プリンシパルメンバー）・JCBブランド（前述の資本関係の変化～セディナ成立後も継続）の付帯したカード発行をしている。1999年からロードサービスと全国（メジャー）のガソリンスタンド給油代金をキャッシュバックする「お油割くん」機能が付加されたプロパーカード「CFカード ROUTE2000」が発行される（本カードはセディナに仕様変更後も発行を継続しているが、名称が「ROUTE2000」に変更されている）。

### 提携カード
☆印はセディナ仕様（セディナロゴ入り）に変更し、現在も新規発行ができるカード

★印はセディナ仕様（セディナロゴ入り）に変更後、新規発行受付を終了したカード

＊印はカード券面にセディナロゴは入っていないが、現在も新規発行ができるカード

×印は新規発行受付を終了したカード。
エンターテイメント系「GEO+ONE CFカード」など
ショッピング系「マルエイカーネーションカード☆」「ららぽーと甲子園カード×」「松坂屋MYカード」「SAKE ALCO CARD（酒アルコカードVISA）」「ベイシア Bカード☆」など
自動車系「スズキカード☆」・「コスモ ザ カード☆」・「ザーレンドライバーズカード」・「ブリヂストン カーライフサポートカード☆」・「JAJA-UMA CLUB CARD（スズキ）」・「IDEX CLUBカード（新出光）☆」・「IKKO SUPER D CARD PLUS（一光）★」など
鉄道系「JR東海エクスプレス・カード（東海旅客鉄道）＊」・「CFメディアカード（名古屋鉄道）☆」
旅行系「JTBカード＊」・「ACNカード☆」・「ガルヴィCLUBカード」など
家電量販店系「ベストカード」
スポーツ系「PTRテニスランキングカード」・「ミズノMARVIS CARD☆」・「GARRRR CLUB カード」・「GEO FITNESS CARD（ゲオ フィットネスカードVISA）」・「YOKOHAMA FCSUPPORTERS CARD」など
社会貢献系「どまつりカード（にっぽんど真ん中祭り）」・「ILECカード」・「尾瀬カード（尾瀬保護財団提携）×」・「交通安全母の会カード×」・「地球・人間環境フォーラム（GEF）カード☆」・「白神山地カード」・「トキカード」・「エジプトクラブカード（早稲田大学）」・「結カード（白川郷）」
その他「なでしこ倶楽部カード（中京テレビ）」・「CLUB BCカード」・「ENCHO CARD（エンチョーカード）☆」・「ZAGカード（ザグザグ）☆」など
上記以外にも様々な提携カードが発行されていたが、セディナがSMFGカード&クレジット（現・三井住友カード）の完全子会社となった2011年5月以降、提携解消となるケースが増えている。

### ポイントプログラム
2006年7月1日からクレジットカードのポイントプログラムを改定し、1年間だったポイント有効期限を無条件に最長3年までに延長した。また、年間のカードショッピングご利用金額に応じて、翌年1年間のポイント換算率が最大50%アップするステージ制を導入した。

### 加盟店
クレジットカード加盟店数は2006年9月末時点で約55万店である。

## 取扱高構成と営業収益構成
取扱高構成クレジットカード業務：17.5%、クレジット業務：20.6%、保証業務22.1%、融資業務：7.5%、その他事業：32.3%
営業収益構成クレジットカード業務：12%、クレジット業務：30%、保証業務：13%、融資業務：35%、その他事業：10%

## 関連会社
- 株式会社シーエフカーシステム（所有権登録の代行業務、車輌引き揚げ業務、自動車情報提供業務など自動車関連業務）
- 株式会社シーエフプランニング（損保代理店・生保特約店、テレホンカード販売店）
- 株式会社シーエフトータルサービス（事務処理代行業、引っ越し仲介業務、不動産賃貸管理業務）
- 株式会社シーエフオートリース（自動車リース業）
- 株式会社シーエフ債権回収（小口無担保債権（CFカード延滞も含む）及び住宅ローン債権の債権回収を主な事業対象とするサービサー）

## 加盟する信用情報機関
- 株式会社シー・アイ・シー(CIC)
- 株式会社日本信用情報機構(JICC)

## CM出演者
過去
- オセロ（2005年～2009年3月）
- 大橋巨泉
- 三浦洋一
- ゲーリー・リネカー（1993年）
- 田中美里
- 野沢直子
- 髙橋真梨子
- とよた真帆